# Podocarpus rumphii
Podocarpus rumphii é uma espécie de conífera da família Podocarpaceae.
Pode ser encontrada nos seguintes países: China, Indonésia, Malásia, Papua-Nova Guiné e Filipinas.